# ナチス・ドイツによるチャンネル諸島占領

ドイツ軍政下チャンネル諸島

国歌: Deutschland, Deutschland über alles（ドイツ語）
世界に冠たるドイツ（1番のみ）

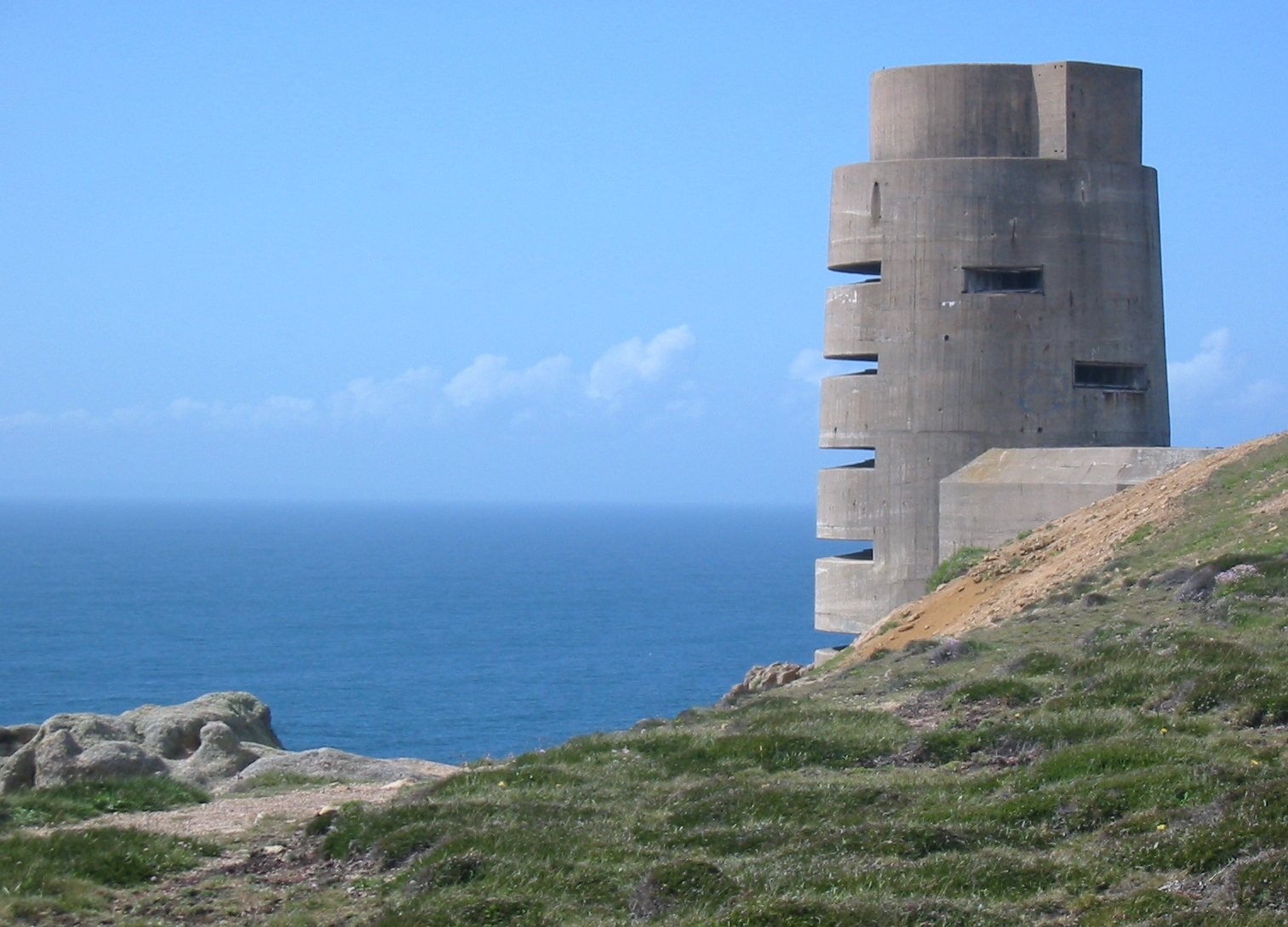
ジャージー島に残る、トート機関によって建設されたモルトケ砲台の遺構

ナチス・ドイツによるチャンネル諸島占領の項目では、第二次世界大戦下の1940年から1945年にかけて、イギリス王室属領であったチャンネル諸島がドイツによって占領された期間を扱う。

## 占領の開始
1940年5月のナチス・ドイツのフランス侵攻とフランスの敗北によって、フランス本土に極めて近いチャンネル諸島には、ドイツの軍事的脅威が迫ることとなった。イギリスの軍指導部は戦略的理由によってチャンネル諸島を防衛しないことを決めた。6月には9万7千人の島民のうち、3万1千人が自主避難を行っている。チャンネル諸島の各政府は非常事態政府への改編が行われ、占領に備えることになった。
6月16日、チャンネル諸島の行政機関は無防備都市宣言を行ったが、ドイツ側には認識されておらず、6月28日にはガーンジー島とジャージー島の港湾が爆撃された。セント・ピーター・ポートでは、イギリス本土への食料輸出のために止まっていたトラックが軍事用と誤解されたために爆撃され、44名の島民が死亡している。ドイツ国防軍はチャンネル諸島を占領するために、二個空挺大隊による占領計画を立てていた。6月30日、国防軍の第3航空艦隊に所属するLiebe-Pieteritz大尉が偵察のためにガーンジー島郊外の空港に降り立ち、島に軍隊がいないことを確認した。大尉の報告を受けて上陸したドイツ軍兵士たちに、島の警察官は「チャンネル島が『陛下の命令によって』無防備都市である」という書面を手渡した。7月1日、ドイツ軍はチャンネル諸島はドイツ軍の占領下にあると宣言し 、7月4日に公式に降伏した。

## 前半期の占領期間

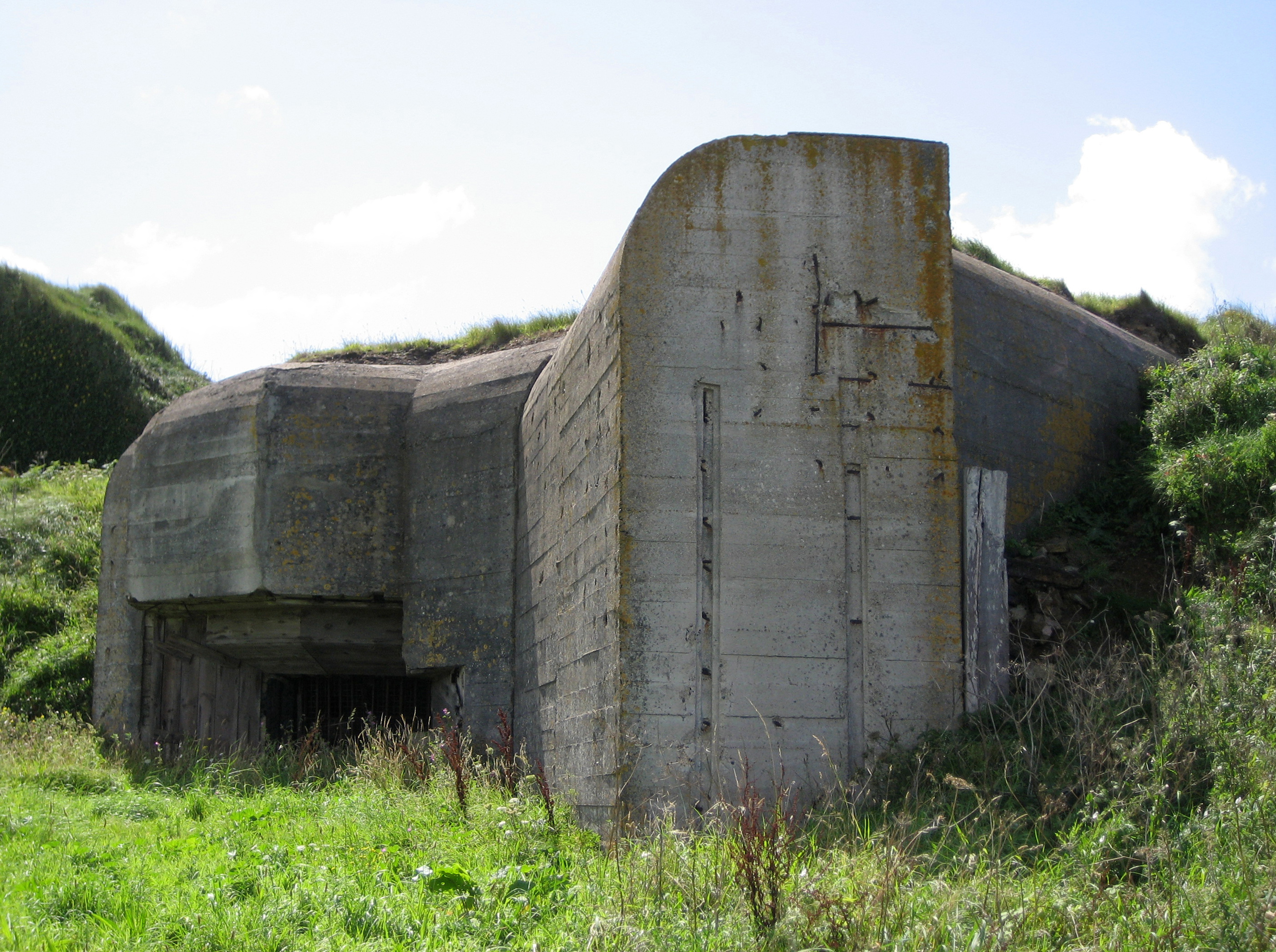
オルダニー島に残された、沿岸要塞の遺構

チャンネル諸島の占領軍司令官は、フランス軍政当局の支配下にあり、フランス占領の一環として扱われた。しかしドイツの総統アドルフ・ヒトラーは、チャンネル諸島の占領が来たるべきイギリス本土占領のモデルケースとなるとみており、重要視していた。このためチャンネル諸島には、比較的大規模な軍団が駐留することになった。
チャンネル諸島の占領に当たったのは319歩兵師団であったが、1941年の独ソ戦開始以降は、イギリスがチャンネル諸島の奪還に動くと見たヒトラーによってさらに増強され、1943年にはドイツ軍最大規模となる4万人まで拡張されている。これはジャージー島では住民3人に対し1人の兵士、ガーンジー島においては1対1の割合であり、フランス本土の120対1の割合に比べても極めて大きい。
兵士たちはホテルや旅館などの施設や空き家などに別れて居住することになったが、それでも収容しきれず、高い頻度で一般家庭にも宿泊することになった。島民に対しては食費や洗濯代などの対価が支払われたが、島民にとっては大きなストレスとなった。ただし一部の島民とドイツ軍兵士の間には交流が生まれているが、ドイツ軍当局はこのような事態を秘密にしている。
1941年末に、連合軍の占領下にあったフランス委任統治領シリアから、ドイツ人が追放された。ヒトラーはこれに対する報復として、チャンネル諸島に居住するイギリス生まれの島民を追放するよう命令し、1942年9月から1943年3月にかけて2200人の島民が追放され、フランス国内の強制収容所に収容されている。
占領下において島民の間に大きな病気が流行することはなかったが、1942年にはジャージー島で強制労働者から発疹チフスが蔓延し、ドイツ軍兵士の間に多数の死者が出ている。

### 要塞化
チャンネル諸島はトート機関によって建設された防御網、いわゆる大西洋の壁の一環として多くの防御設備が建設されている。ヒトラーがチャンネル諸島の防衛を重要視したため、大西洋の壁に用いられた全資源のうち十二分の一がチャンネル諸島において使用されている。中でも規模が大きかったのはオルダニー島である。
オルダニー島は占領時には島民がわずか20人程度しか残っていなかった。ドイツ軍は収容所を4棟建設し（オルダニー強制収容所）、多くの強制労働によって沿岸要塞などの防御設備が建築された。

## 非常事態
1944年6月のノルマンディー上陸作戦の後、チャンネル諸島の防衛軍はドイツ軍からの補給をほとんど受けられなくなった。1万1500人の兵士がノルマンディーの戦いに参加するために島を離れたが、それでも軍を維持するほどの補給を得ることは困難であった。しかし6月17日にヒトラーから発せられた死守命令により、降伏することもできなくなった。7月末にはドイツ軍守備隊は非常事態を宣言し、島民全員が捕虜として扱われるようになった。食糧はドイツ軍に没収され、牛乳を除いては生存最低限のものが島民に配給されることとなった。ドイツ軍司令官はイギリス本土へ婦女子を避難させることも検討したが、最終的には赤十字国際委員会に対して支援を求めることとなった。島の文民政府は共同カフェと市民厨房を開き、備蓄が底をつくまでは島民への給養を行った。
イギリス政府は脱出者などからの情報によって、このようなチャンネル諸島の状況をよく把握していた。9月22日にはイギリスからの使節がドイツ軍に早期降伏を求めるためにガーンジー島を訪れているが、ドイツ側は面会を拒否している。9月25日、ヒトラーから「政治的に信頼できる」と見られていたフリードリヒ・ヒュフマイアー海軍中将が新司令官となり、チャンネル諸島防衛軍の降伏拒否姿勢は明確となった。
9月27日にはイギリス政府はチャンネル諸島の絶望的な食糧事情の報告を受けている。しかし、ウィンストン・チャーチル首相は「飢えに苦しませればいい。戦闘はしない。勝手にやせ衰えればいい。」とチャンネル諸島に対する直接的な攻撃を考慮していなかった。
9月9日にはジャージー島で、12月21日にはガーンジー島でガスの供給が止まるなど、市民生活は一層苦しくなっていった。10月にはドイツ軍が島民の隠している食糧の徴発を行い、民間人に対する医療はほとんど停止した。手術は麻酔無しで行われ、インスリンの投与を行われなくなった糖尿病患者は死を迎えた。
11月5日、チャンネル諸島の文民政府とドイツ占領軍当局、イギリス政府と赤十字の四者による交渉がようやく妥結し、ドイツが民間人向けの食料小包と医療品をスイスと赤十字を通じて受け取ることとなった。ドイツ軍はこれらの分配に関与せず、全体として規律を守った。しかしドイツ軍兵士による窃盗事件や、秘密野戦警察が食糧小包を消費したという事例も報告されている。

## 解放
しかし食糧状況は改善されたものの、生活が困難であることは変わらず、1945年1月には電話と電気供給が途絶し、3月28日には市民厨房と共同カフェも閉鎖された。それでもドイツ軍はあくまで交戦の意志を持っており、3月にはグランヴィル奇襲作戦を行っている。5月6日になってもヒュフマイヤー司令官はドイツ本国からの命令のみを受けるとして降伏を拒絶していたが、5月8日にドイツ国防軍が降伏すると、5月9日に降伏を表明した。ネスデク作戦のもとで、イギリス軍の駆逐艦二隻がセント・ピーター・ポートに入港し、占領は終了した。5月12日には本格的に主力部隊が上陸し、食糧・医薬品・医療品などの配給を行った。
ドイツ軍守備隊は捕虜となり、ジュネーヴ条約による保護を受けた。しかしすでに栄養状態が極度に悪化していたこともあり、8月には300人の兵士が栄養不良のために死亡している。